# The Elder Scrolls IV: Knights of the Nine
The Elder Scrolls IV: Knights of the Nine (дословно: Древние свитки IV: Рыцари Девяти) — первое официальное крупное дополнение к игре The Elder Scrolls IV: Oblivion. Анонс дополнения состоялся 17 октября 2006 года, датой выпуска стало 21 ноября 2006 года. Дополнение было разработано Bethesda Game Studios, его издателем стала Bethesda Softworks. В Европе соиздателем выступила Ubisoft. Версия дополнения для Microsoft Windows была доступна как загружаемый контент на веб-сайте издателя, либо в составе продававшегося в магазинах диска Oblivion Downloadable Content Collection, включавшего также все ранее выпущенные загружаемые дополнения для Oblivion. Эта версия была локализована и выпущена в России компанией 1С. Версия для Xbox 360 распространялась через Xbox Live Marketplace. Дополнение было включено в комплект версии Oblivion, выпущенной для PlayStation 3. Позже вошло (в локализованной версии — с обновленным переводом и русским озвучиванием) в The Elder Scrolls IV: Oblivion Game of the Year Edition («Золотое издание»).
В центре сюжета «Рыцарей Девяти» одноимённая фракция, задачей которой является обнаружение и сохранение «реликвий Крестоносца», которые могут быть использованы для того, чтобы победить короля-колдуна Умарила, мстящего Девяти Богам. «Рыцари Девяти» были в целом хорошо приняты игровой прессой. Хотя никаких существенных изменений в базовые механики Oblivion дополнение не вносило, критики сочли его коротким, но отшлифованным продолжением основной сюжетной линии игры.

## Игровой процесс
Игровой процесс в дополнении ничем не отличается от основной игры: используются те же приёмы гейм-дизайна, действия персонажа и интерфейс пользователя. Соответственно, дополнение также представляет собой фентезийную игру в жанре Action RPG. «Рыцари Девяти» следуют открытой модели игрового процесса: основное задание может откладываться или игнорироваться игроком, пока он занимается другими делами: исследует игровой мир, выполняет побочные задания и развивает своего персонажа. «Рыцари Девяти», в отличие от предшествующих дополнений для Oblivion, не содержат механик, подталкивающих игрока к новым заданиям; игрок должен сам натолкнуться на основное задание дополнения без посторонней помощи.

## Сюжет

Святой крестоносец

Основное задание дополнения начинается, когда персонаж игрока приближается к часовне Дибеллы в Анвиле. На неё было совершено нападение: часовня осквернена, все находившиеся внутри — убиты. Находящийся у часовни Пророк сообщает персонажу о том, что в нападении следует винить Умарила, древнего айлейдского короля-колдуна, сбежавшего из своей тюрьмы в Обливионе, чтобы уничтожить Сиродиил. Пророк сообщает, что победить Умарила может лишь «крестоносец», которому благоволят боги, и который носит реликвии Пелинала Вайтстрейка, рыцаря, который в древние времена убил Умарила и заключил его в Обливионе.
Затем игрок должен совершить паломничество к девяти алтарям, разбросанным по Сиродиилу, чтобы показать свою преданность Девяти, богам Сиродиила. По завершении паломничества, игроку показывается видение, в котором Вайтстрейк открывает местонахождение своей гробницы под озером, окружающим Имперский город. В гробнице обнаруживается Шлем Крестоносца, а также труп сэра Эмиэля, одного из Рыцарей Девяти: ордена, призванного защищать реликвии Вайтстрейка. Дневник Эмиэля открывает местоположение Приората Девяти, в котором находится Кираса Крестоносца.
В Приорате игрок должен пройти испытание, победив призрака каждого из древних Рыцарей Девяти в поединке один-на-один. После этого рыцари рассказывают, где находятся остальные реликвии. После того, как игрок найдёт все восемь реликвий, представляющих восемь исходных богов Тамриэля, Пророк даёт ему благословение девятого бога, Талоса. Это благословение должно дать возможность уничтожить Умарила, а не просто отправить его в Обливион. Персонаж игрока и присоединившиеся к нему NPC, которые становятся новыми Рыцарями Девяти, атакуют крепость Умарила. Главный герой должен вступить в сражение с Умарилом, и победить его сначала в материальном мире, а потом, используя благословение Талоса, отправиться за ним в мир духов и окончательно прикончить его там. После этого персонаж игрока просыпается в Приорате среди новых Рыцарей Девяти, которые сообщают, что нашли его труп в крепости Умарила. По всей видимости, персонажа воскресили Девять богов. На этом задание завершается.

## Восприятие
| Сводный рейтинг    | Сводный рейтинг               |
| Агрегатор          | Оценка                        |
| ------------------ | ----------------------------- |
| GameRankings       | 82,73 %                       |
| Metacritic         | 81/100 (PC) 86/100 (Xbox 360) |
| Иноязычные издания |                               |
| Издание            | Оценка                        |
| Eurogamer          | 8/10                          |
| GamePro            | 4,25/5                        |
| GameSpot           | 8,3/10                        |
| PC Zone            | 74 %                          |
| PC Format          | 79 %                          |

Knights of the Nine было в целом хорошо принято игровой прессой. На агрегаторе Metacritic оценка версии для Windows составила 81 из 100, а версии для Xbox 360 — 86 из 100. Сайт GameSpot  рекомендовал дополнение, отмечая его соотношение «цена-качество»: хотя оно не содержало новшеств по сравнению с базовой игрой, оно давало возможность «день-два заниматься выполнением заданий» и стоило недорого. Похожее мнение было высказано в GamePro, где было отмечено, что «отшлифованность» и «доступная цена» дополнения являются вполне достаточными основаниями простить Bethesda за отсутствие изменений в игровом процессе.
Eurogamer похвалил дополнение за запоминающийся сюжет и новый контент. В обзоре было отмечено, что дополнение даёт игрокам именно то, что им было нужно от основной игры, и что Bethesda порадовала своих хардкорных фанатов. В то же время, обозреватель высказал опасения, что если потребители положительно воспримут подобные продаваемые за отдельные деньги пакеты контента, Bethesda может начать требовать оплаты за все задания, которые будут предлагаться игрокам.